# اچ‌ام‌اس موهاک (۱۷۵۹)
اچ‌ام‌اس موهاک (۱۷۵۹) (به انگلیسی: HMS Mohawk (1759)) یک کشتی است. این کشتی در سال ۱۷۵۹ ساخته شد.